# Merritt Patterson
Merritt Patterson (Whistler, 2 settembre 1990) è un'attrice canadese, nota principalmente per aver interpretato il ruolo di Ophelia nella serie televisiva The Royals.

## Biografia
Nata e cresciuta a Whistler, nella provincia canadese della Columbia Britannica, inizia ad appassionarsi al mondo dello spettacolo in tenera età. Merritt comincia a studiare danza all'età di 11 anni e continua a competere in gare di ballo anche durante il liceo. In questo periodo comincia a frequentare lezioni di recitazione ed è molto attiva in teatro oltre che come modella, andando a vincere nel 2006 il concorso “Canadian Herbal Essences’ Teen Model Search” su 10.000 ragazze partecipanti.

## Carriera
Nel 2006 ottiene un piccolo ruolo nella serie Kyle XY interpretando Ashleigh Redmond per due episodi. Pian piano ottiene ruoli più significativi in film e serie tv come Supernatural per l'emittente The CW, Life Unexpected, The Hole, Percy Jackson e per Disney Channel Radio Rebel (2012). Nel 2013, è stata Olivia Matheson, uno dei principali personaggi di Ravenswood per il canale ABC Family, serie spin-off di Pretty Little Liars.
Nel 2014 ha ottenuto il ruolo di Ophelia nella serie TV The Royals.
Sul grande schermo ha recitato in Wolves, al fianco di Jason Momoa, in Kid Cannabis di John Stockwell e in Unbroken - La via della redenzione (2018) diretta da Harold Cronk, sequel non ufficiale di Unbroken. Ha avuto ruoli da protagonista nei film indipendenti Rufus, Primary e Bella, pazza e impossibile con Chris Klein.

## Filmografia

### Cinema
- The Hole, regia di Joe Dante (2009)
- Percy Jackson e gli dei dell'Olimpo - Il ladro di fulmini (Percy Jackson & the Olympians: The Lightning Thief), regia di Chris Columbus (2010)
- Rufus, regia di Dave Schultz (2012)
- Kid Cannabis, regia di John Stockwell (2014)
- Primary, regia di Ross Ferguson (2014)
- Wolves, regia di David Hayter (2014)
- Unbroken - La via della redenzione (Unbroken: Path to Redemption), regia di Harold Cronk (2018)
- Ondata calda (Heatwave), regia di Ernie Barbarash (2022)

### Televisione
- Kyle XY – serie TV, episodi 1x04 e 1x10 (2006)
- Supernatural – serie TV, episodio 4x13 (2009)
- Life Unexpected – serie TV, episodio 1x04 (2010)
- The Troop – serie TV, episodio 2x12 (2011)
- Iron Invader, regia di Paul Ziller – film TV (2011)
- The Pregnancy Project, regia di Norman Buckley – film TV (2012)
- Radio Rebel, regia di Peter Howitt – film TV (2012)
- The Selection, regia di Mark Piznarski – film TV (2012)
- Ravenswood – serie TV, 10 episodi (2013-2014)
- Bella, pazza e impossibile (Damaged), regia di Rick Bota – film TV (2014)
- The Royals – serie TV, 11 episodi (2015-2018)
- Motive – serie TV, episodio 4x11 (2016)
- The Art of More – serie TV, 7 episodi (2016)
- Semplicemente una favola (A Royal Winter), regia di Ernie Barbarash – film TV (2017)
- Un tavolo per due (Bad Date Chronicles), regia di Steven R. Monroe – film TV (2017)
- The Christmas Cottage, regia di Paul A. Kaufman – film TV (2017)
- La marcia nuziale 4 (Wedding March 4: Something Old, Something New), regia di Peter DeLuise – film TV (2018)
- Natale a palazzo (Christmas at the Palace), regia di Peter Hewitt – film TV (2018)
- Quel Natale che ci ha fatto incontrare (Picture a Perfect Christmas), regia di Paul Ziller – film TV (2019)
- Sempre nel mio cuore (Forever in My Heart), regia di Steven R. Monroe - film TV (2019)
- La melodia di Natale (Chateau Christmas), regia di Michael Robison - film TV (2020)
- Gingerbread Miracle, regia di Michael Scott - film TV (2021)
- The Now - serie TV, 3 episodi (2021)
- Una principessa a Natale (Jingle Bell Princess), regia di Don McBrearty - film TV (2021)
- La tavola di Natale (Catering Christmas), regia di T.W. Peacocke  - film TV (2022)
- Era solo un messaggio prima di Natale (It was just a message before Christmas) – film tv (2024)

## Doppiatrici italiane
Nelle versioni in italiano dei suoi film, Merritt Patterson è stata doppiata da:
- Valentina Favazza in The Royals, The Art of More, Bella, pazza e impossibile
- Valentina Mari in Quel Natale che ci ha fatto incontrare
- Giulia Catania in Unbroken - La via della redenzione
- Veronica Puccio in Natale a palazzo
- Gaia Bolognesi in Un tavolo per due
- Gianna Gesualdo in Sempre nel mio cuore
- Federica Simonelli in Ondata calda
- Silvia Avallone in La tavola di natale